# Donato De Santis

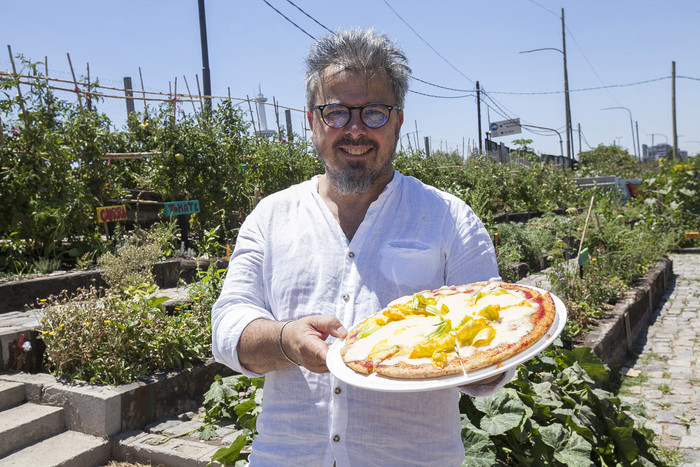
De Santis en 2017

Donato De Santis (Milán, 5 de marzo de 1964) es un cocinero italiano especializado en la cocina de ese país. Desde el año 2000 reside en Buenos Aires, donde fundó su propio restaurante, Cucina Paradiso. Ha conducido numerosos programas televisivos e integró el jurado de la versión argentina de MasterChef en 2014 y 2015 y de Dueños de la cocina en 2016. Desde 2020, participa en MasterChef Celebrity.

## Biografía
Donato De Santis nació en Milán en 1964. Se crio entre esa ciudad y la región de Apulia, en el sur de Italia, de donde era oriunda su familia. Estudió gastronomía en la escuela estatal Carlo Porta de Milán. Comenzó a dedicarse profesionalmente a la cocina en 1980, bajo el chef Georges Cogny en el restaurante L'Antica Ostería del Teatro, en Piacenza.
En Estados Unidos, trabajó en diversos restaurantes de Los Ángeles, Santa Mónica, Hollywood, Chicago, Palm Beach (donde tuvo a su cargo la apertura de Bice) y Miami. Luego fue contratado como chef del diseñador Gianni Versace para su mansión Casa Casuarina en Miami Beach.
En el año 2000 se radicó en Buenos Aires, donde dio clases en diversos lugares, entre ellos el Colegio de Cocineros fundado por Gato Dumas. Durante dos años manejó la cocina de Verace, hasta febrero de 2005, cuando estableció su propio restaurante, Cucina Paradiso.
Editó cuatro libros de cocina: Cucina Paradiso, Mi cocina italiana, Fatto in Casa y Donato per Bambini.
Condujo varios programas en el canal de cable El Gourmet, entre ellos, Cocineros en juego, Cooking Emergency, Donato cucina, Donato invita, All'uso nostro, La villa della pasta y Chefs Unplugged. En 2012 estuvo al frente de Italianísima, emitido por Utilísima. En 2004 fue conductor de Los cocineros en casa, junto a Martiniano Molina, y tuvo a cargo el segmento culinario del programa de interés general Las Millie y una.
También participó en distintos reality shows de cocina de Telefe. En 2014 y 2015 integró el jurado de MasterChef y, en 2016, el de Dueños de la cocina, junto con Narda Lepes y Christophe Krywonis. Desde 2020, participa en MasterChef Celebrity Argentina. En julio de 2021 protagonizó, junto a Germán Martitegui y Damián Betular, Manos arriba, chef!, reality derivado de MasterChef Celebrity.
Es también uno de los seis consejeros del Gruppo Virtuale Cuochi Italiani, que nuclea a más de 1200 cocineros de todo el mundo y busca divulgar la cocina italiana, sus productos y materias primas. La organización le entregó, en 2011, el certificado Italian Cuisine Master Chef (ICMC). Forma también parte de ACELGA, asociación integrada por cocineros y empresarios gastronómicos que busca la promoción de la cocina argentina.

## Vida privada
En el año 2000, De Santis conoció a Micaela Paglayan, con quien se casó en 2004. El matrimonio tiene dos hijas, Raffaella y Francesca. De Santis es budista.

## Premios
- 1984: Chaine des Rotisseurs baillage d'Italie a mejor cocinero emergente en Italia[18]
- 2003: Premio Martín Fierro de Cable a mejor programa culinario por Donato cucina[19]
- 2004: Premio Perfil, de Editorial Perfil, por mejor escritor de artes culinarias.
- 2004: Premio Vocación y Empleo en Gastronomía, Hotelería y Turismo, otorgado por la Fundación El Libro.[20]
- 2005: Premio Gourmand al mejor libro de cocina italiana en América Latina por Fatto in casa.
- 2006: Premio Gourmand al mejor libro de cocina para niños y la familia en Latinoamérica por Donato per bambini[21]
- 2008: Premio ATVC (otorgado por la Asociación Argentina de Televisión por Cable) a mejor programa de interés general por Italia mia[22]
- 2009: Premio Martín Fierro de cable a mejor programa culinario por Villa della Pasta[23]
- 2011: Premio Martín Fierro de cable a mejor programa culinario por Dolce Italia[24]
- 2012: Italian Cuisine Worldwide Award (ICWA)[25]